# Чарне-Мале (Поморське воєводство)
Чарне-Мале (пол. Czarne Małe, нім. Kleinzehren) — село в Польщі, у гміні Ґардея Квідзинського повіту Поморського воєводства.
Населення — 354 особи (2011).
У 1975-1998 роках село належало до Ельблонзького воєводства.

## Демографія
Демографічна структура станом на 31 березня 2011 року:
|          | Загалом | Допрацездатний вік | Працездатний вік | Постпрацездатний вік |
| -------- | ------- | ------------------ | ---------------- | -------------------- |
| Чоловіки | 186     | 59                 | 115              | 12                   |
| Жінки    | 168     | 34                 | 101              | 33                   |
| Разом    | 354     | 93                 | 216              | 45                   |